# Fermín Bohórquez (élevage de taureaux)
Pour les articles homonymes, voir Fermín Bohórquez.

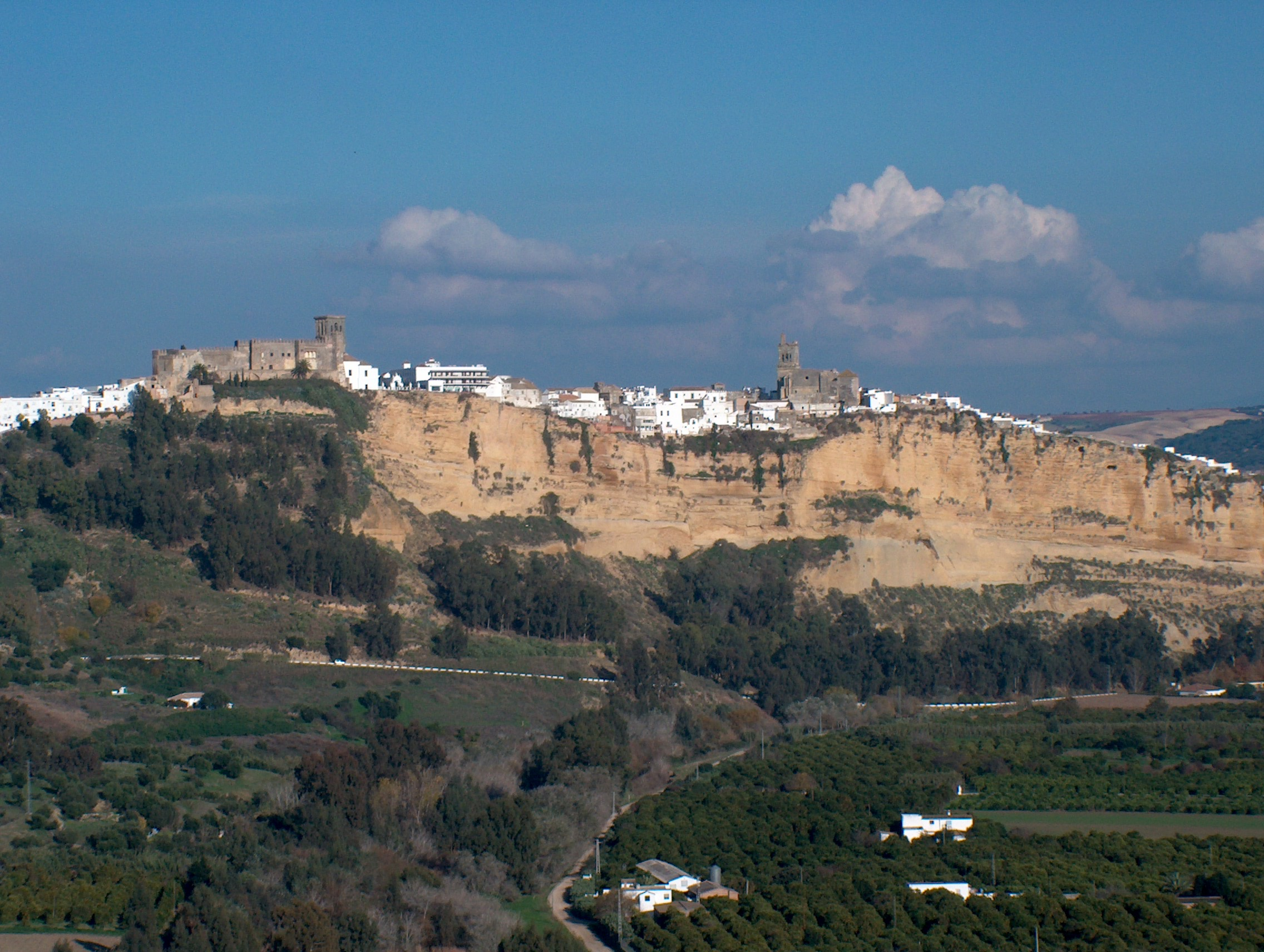
Arcos de la Frontera où se trouve un des trois élevages Bohórquez

Fermín Bohórquez est un élevage (ganadería) espagnol de toros de lidia du XXe siècle.

## Historique
Créée en 1940 par Luis Vallejo Alba à partir du bétail de Carmen de Federico, cette ganadería a été rachetée intégralement en 1964 par Fermín Bohórquez qui en a modifié le hierro (fer) en prenant le nom de Fermín Bohórquez Gómez. À la mort du père, c'est le fils, Fermín Bohórquez Escribano qui reprend la propriété et le bétail. Une légende entoure le nom de cette propriété Fuente Rey (Fontaine du Roi) ; elle est assez floue et indique seulement que le roi se serait désaltéré à cet endroit-là. L'élevage s'étend sur plusieurs propriétés. Outre Fuente Rey qui se trouve à Jerez de la Frontera (province de Cadix), le bétail est réparti entre Fraja, à Alcalá de los Gazules (province de Cadix) et Casa Blanca à Arcos de la Frontera (province de Cadix).

## Caractéristiques
D'origine Murube-Urquiljo, l'élevage a une devise vert et rouge, son ancienneté à Madrid remonte au17 mai 1951.
Fermín Bohórquez Escribano, père de l'actuel rejoneador Fermín Bohórquez Domecq, présente chaque année des animaux dans les arènes de première catégorie pour des corridas équestres ou formelles. L'année la plus fructueuse a été 2000 : plus de 100 taureaux Bohórquez ont été combattus, dont la moitié dans des arènes de première catégorie.
Très appréciés des toreros, les taureaux de combat Bohórquez ont à leur palmarès un triomphe de El Juli qui a coupé deux oreilles  et la queue à Tarragone le 30 juillet 1999 avec une sortie a hombros. Ce même jour, le rejoneador Fermín Bohórquez Domecq, petit-fils de  l'éleveur, avait ouvert la corrida à cheval avec deux taureaux de l'élevage Bohórquez .